# Johanna Koning
Johanna Koning   (la Haia, 27 de març de 1923 - Capelle aan den IJssel, 22 de juliol de 2006) va ser una atleta neerlandesa, especialista en el llançament de javelina, que va competir durant la dècada de 1940.
El 1948 va prendre part en els Jocs Olímpics de Londres, on fou sisena en la prova del llançament de javelina del programa d'atletisme.
En el seu palmarès destaca una medalla de bronze la prova del llançament de javelina al Campionat d'Europa de 1946 i cinc campionats nacionals de l'especialitat (1946, 1947, 1949, 1950, 1952). El 1948 aconseguí el rècord neerlandès, que va conservar fins al 1958.

## Millors marques
- Llançament de javelina. 44,28 metres (1946)[1][5]